# Інга Янкаускайте
Інга Янкаускайте (лит. Inga Jankauskaitė, народилася 10 січня 1981 року в Каунасі) — литовська актриса, співачка і телеведуча.

## Біографія
Навчалася у 1987—1997 роках в Каунаській музичній школі імені Юозаса Науяліса (по класу фортепіано).
Інга Янкаускайте вела у 1996—1997 році дитячу передачу «Ingumynai» на радіостанції «Kauno fonas». Закінчила у 1999 році Каунаську школу імені Вінцаса Кудирки, а в 1997—1999 роках на радіостанції «Ultra vires» вела передачу «Širdele mano».
Закінчила Литовську академію музики і театру. Актриса Литовського національного театру драми, з 2004 року знімається в кіно. У 2010 році номінована на премію «Срібний лелека» за роль у чорній комедії «Зеро 2».

### Співачка і телеведуча
Інга Янкаускайте виступала в групі L+ в 1996—1999 роках. Вона співає пісні литовською, англійською та російською мовами. З російськомовних пісень їй славу приніс романс «Звідки» — російська версія пісні «Dėl Tavęs» Джордан Буткуте. У 2007 році Янкаускайте виступала в шоу «Žvaigždžių duetai» (аналог британського «Celebrity Duets» і російського «Дві зірки») з Чесловасом Габалісом, де посіла друге місце. З 2008 по 2010 роки була ведучою цього телевізійного шоу.
У 2010 році Інга Янкаускайте випустила альбом російських романсів «Romanso Improvizacija», записаний з Ауреліюсом Глобісом.
В 2013 році стала ведучою шоу «Chorų Karai» (литовська версія «Clash of the Choirs»). Також вела другий і третій сезони програми «Lietuvos Balsas» (литовська версія міжнародного шоу «The Voice»).

## Особисте життя
Двічі виходила заміж: у 2002 році вийшла заміж за продюсера Гінтараса Плютнікаса (у шлюбі народився син Костас). У квітні 2010 року вінчалася з нотаріусом Марюсом Страчкайтісом. Від цього шлюбу в неї є близнюки Йонас та Марія. Подружжя розлучилося 10 березня 2016 в Клайпеді.

## Ролі в театрі
- 2001 — «Дочка Кінг-Конга» — Берта (по книзі Терезии Вальтер[de], режисер Йонас Вайткус, Новий драматичний театр)
- 2004 — «Марія Стюарт» — Марія Стюарт (п'єса Фрідріха Шиллера, режисер Йонас Вайткус, Литовський національний театр драми)
- 2005 — «Біси» — Ліза (за романом Федора Достоєвського, режисер Йонас Вайткус, Литовський національний театр драми)
- 2006 — «Маленький принц» — Роза (за романом Антуану Де Сент-Екзюпері, режисер Саулюс Миколайтис, Литовський національний театр драми)
- 2007 — «Ромео і Джульєтта» — Джульєтта (режисер Айдас Гиниотис)
- 2008 — «Вільнюс-Дакар» — Одрі (режисер Костас Сморигинас)[6]
- 2009 — «Людина з Ла Манчі» — Дульсінея (режисер Адольфас Вечерскис)
- 2015 — «Королева Луїза» — Королева Луїза (по книзі Арвідаса Юозайтиса, режисер Гітіс Падегимас, Клайпедський драматичний театр)[7]

## Ролі в кіно
- 2004 — «На самоті» — Альбіна Нейфальтієне-Пуселем
- 2006—2009 — «Неназвана любов» — Мета Баронайте-Звиниене
- 2009 — «Зеро 2» — Ліка
- 2013 — «Як вкрасти дружину» — співачка